# Golfo de Tehuantepec
Golfo de Tehuantepec är en bukt i Mexiko.   Den ligger i delstaten Oaxaca, i den sydöstra delen av landet, 600 km sydost om huvudstaden Mexico City.